# التحفيز الكهربائي للعضلات

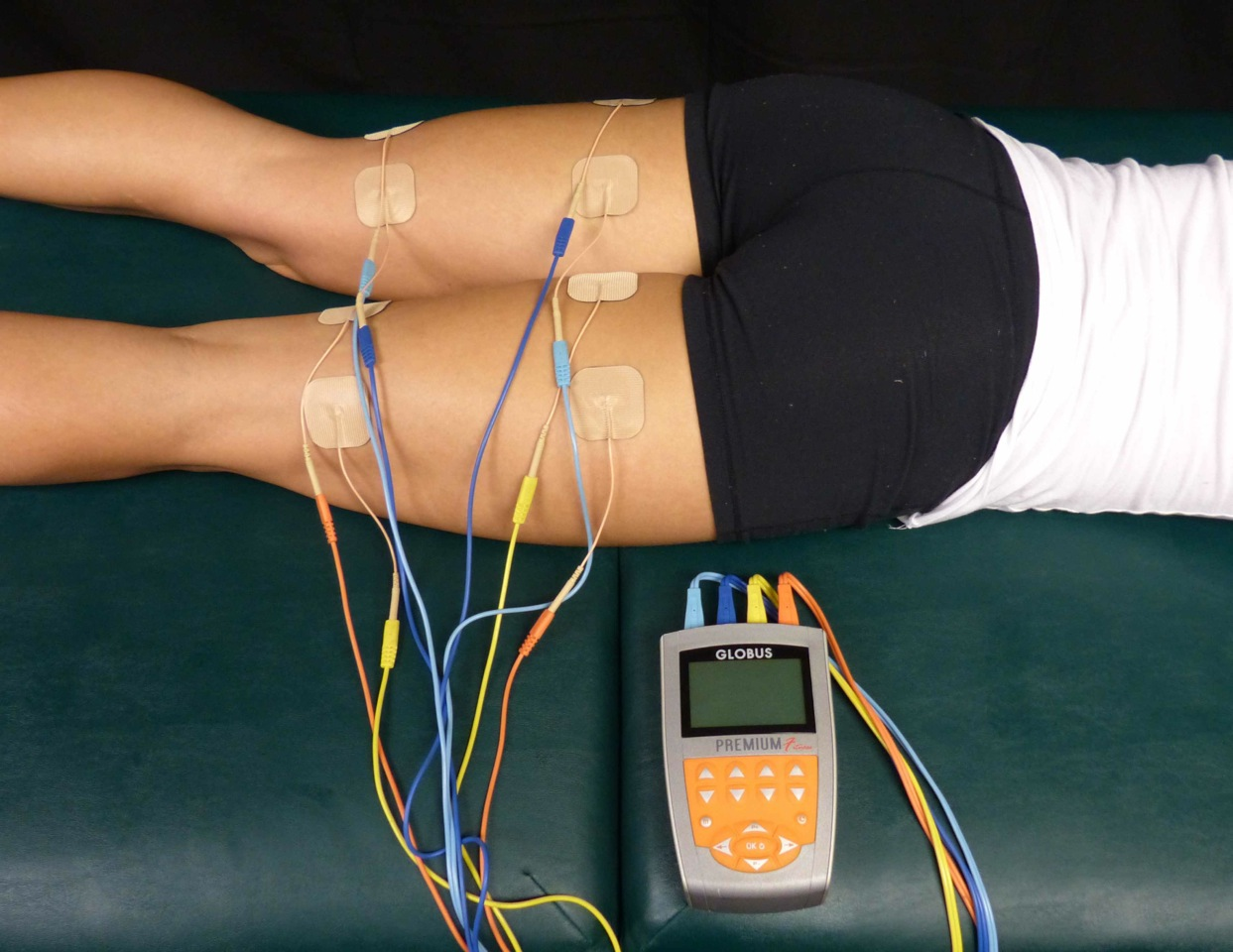
رياضية تستخدم جهاز تحفيز عضلات كهربائي رباعي المساري بهدف التعافي العضلي. تظهر في الصورة الأقطاب الكهربائية موصولة عبر قطع ذاتية اللصق على العضلات المأبضية.

التحفيز الكهربائي للعضلات أو التحفيز الكهربائي العصبي العضلي، هو آلية تعمل على تحفيز الانقباض العضلي باستخدام نبضات كهربائية. زاد الاهتمام بالتحفيز الكهربائي للعضلات في السنوات القليلة الماضية لأسباب عديدة نذكر منها: إمكانية استخدامه كأداة في تدريبات القوة للأشخاص الأصحاء والرياضيين؛ وكأداة إعادة تأهيل ووقاية للأشخاص المشلولين جزئيًا أو كليًا؛ وكأداة اختبار لتقييم الوظيفة العصبية و/ أو العضلية في الجسم الحي؛ وكأداة للتعافي بعد التمرين للرياضيين. يولد الجهاز النبضات ويرسلها إلى الجسم عبر أقطاب كهربائية توضع على الجلد بالقرب من العضلات المطلوب تنبيهها. وبشكل عام، تكون الأقطاب الكهربائية على هيئة قطع صغيرة قابلة للالتصاق بالجلد. تحاكي النبضات جهد الفعل القادم من الجهاز العصبي المركزي، وتؤدي لانقباض العضلات. أشار علماء الرياضة إلى التحفيز الكهربائي للعضلات باعتباره وسيلة مكملة للتدريب الرياضي، ونشروا نتائج الأبحاث التي درست تأثير هذه الطريقة. في الولايات المتحدة، تنظم إدارة الغذاء والدواء أجهزة التحفيز الكهربائي للعضلات.
بحثت العديد من المراجعات في دور الأجهزة.

## الاستخدامات
يمكن استخدام التحفيز الكهربائي للعضلات كوسيلة تدريبية أو علاجية أو تجميلية.

### إعادة التأهيل الجسدي
يستخدم التحفيز الكهربائي للعضلات في الطب لإعادة تأهيل بعض الحالات، كأحد أساليب العلاج الفيزيائي للوقاية من ضمور العضلات الناجم عن عدم الحركة أو عدم التوازن العصبي العضلي، الذي قد يحدث بعد الإصابات العضلية الهيكلية (تلف العظام والمفاصل والعضلات والأربطة والأوتار). تختلف هذه الطريقة عن التحفيز الكهربائي للعصب عبر الجلد؛ إذ يستخدم الأخير التيار الكهربائي لعلاج الألم. لا تتجاوز شدة التيار في التحفيز الكهربائي للعصب عبر الجلد عتبة التنبيه، ولهذا لن يحدث انقباض عضلي واضح.
يستخدم التحفيز الكهربائي للعضلات لتحسين الضعف العضلي لدى الأشخاص غير القادرين على ممارسة تمارين رياضية لكامل الجسم أو غير الراغبين بذلك، كالأفراد الذين يعانون من أمراض مترقية كالسرطان أو داء الانسداد الرئوي المزمن مثلًا. في إحدى الدراسات، أدى التحفيز الكهربائي للعضلات إلى تحسن هام إحصائيًا في قوة العضلة رباعية الرؤوس، ومع ذلك، يعتبر هذا الدليل ضعيف، ونحتاج إلى المزيد من الأبحاث لإثبات صحة الأمر. أشارت نفس الدراسة إلى احتمال زيادة هذه الطريقة للكتلة العضلية أيضًا. يشير دليل ضعيف آخر إلى دور التحفيز الكهربائي للعضلات في تقليص عدد أيام بقاء المرضى في الفراش عند إضافته لجدول تدريباتهم.
يستهدف التحفيز الكهربائي للعضلات عادةً مجموعات عضلية متكاملة (على سبيل المثال: العضلة ذات الرأسين والعضلة ثلاثية الرؤوس) بطريقة متناوبة لأهداف تدريبية محددة، كتحسين القدرة على الوصول إلى عنصر ما مثلًا.

### إنقاص الوزن
ترفض إدارة الغذاء والدواء الأمريكية الاعتراف بالأجهزة التي تدعي إنقاص الوزن. تسبب أجهزة التحفيز الكهربائي للعضلات حرق بعض السعرات الحرارية، ويعتبر تأثيرها هذا ثانوي في أحسن الأحوال. يحرق الجسم السعرات الحرارية بكميات كبيرة فقط عندما تشارك معظم أجزائه في ممارسة التمرين؛ أي حين تعمل عدة مجموعة عضلية مع القلب والجهاز التنفسي في آن واحد. ومع ذلك، يشير البعض إلى دور التحفيز الكهربائي للعضلات في توجيه الأفراد نحو ممارسة الرياضة؛ إذ يميل الأفراد، الذين يستخدمون هذه الطريقة لزيادة قوة عضلاتهم، إلى المشاركة في الأنشطة الرياضية، فقد غدت أجسادهم بعد ذلك جاهزة ومستعدة وراغبة وقادرة على القيام بالأنشطة البدنية.